# Clutório Prisco
Clutório Prisco (ca. 20 a.C. — 21) foi um poeta romano. 
Prisco fora pago pelo imperador romano, Tibério, para produzir um panegírico da morte de Germânico (19 d.C.). Então, ao saber que o filho (adotivo) do imperador, Nero Cláudio Druso, estava muito doente (vítima de uma queda de cavalo), Prisco resolveu antecipar-se, produzindo também um panegírico póstumo sobre Druso. Denunciado pelo cônsul Décimo Hatério  Agripa, foi preso e executado.